# 캉타우
캉타우는 신형욱과 양경일이 2018년 8월 15일부터 2019년 4월 10일까지 네이버 웹툰에 연재했던 웹툰이다. 이정문의 철인 캉타우를 리메이크 한 작품이다.

## 줄거리
외계인들의 전쟁에 휘말린 소년. 부산에서 펼쳐지는 거대로봇액션.